# Józef Gitler-Barski

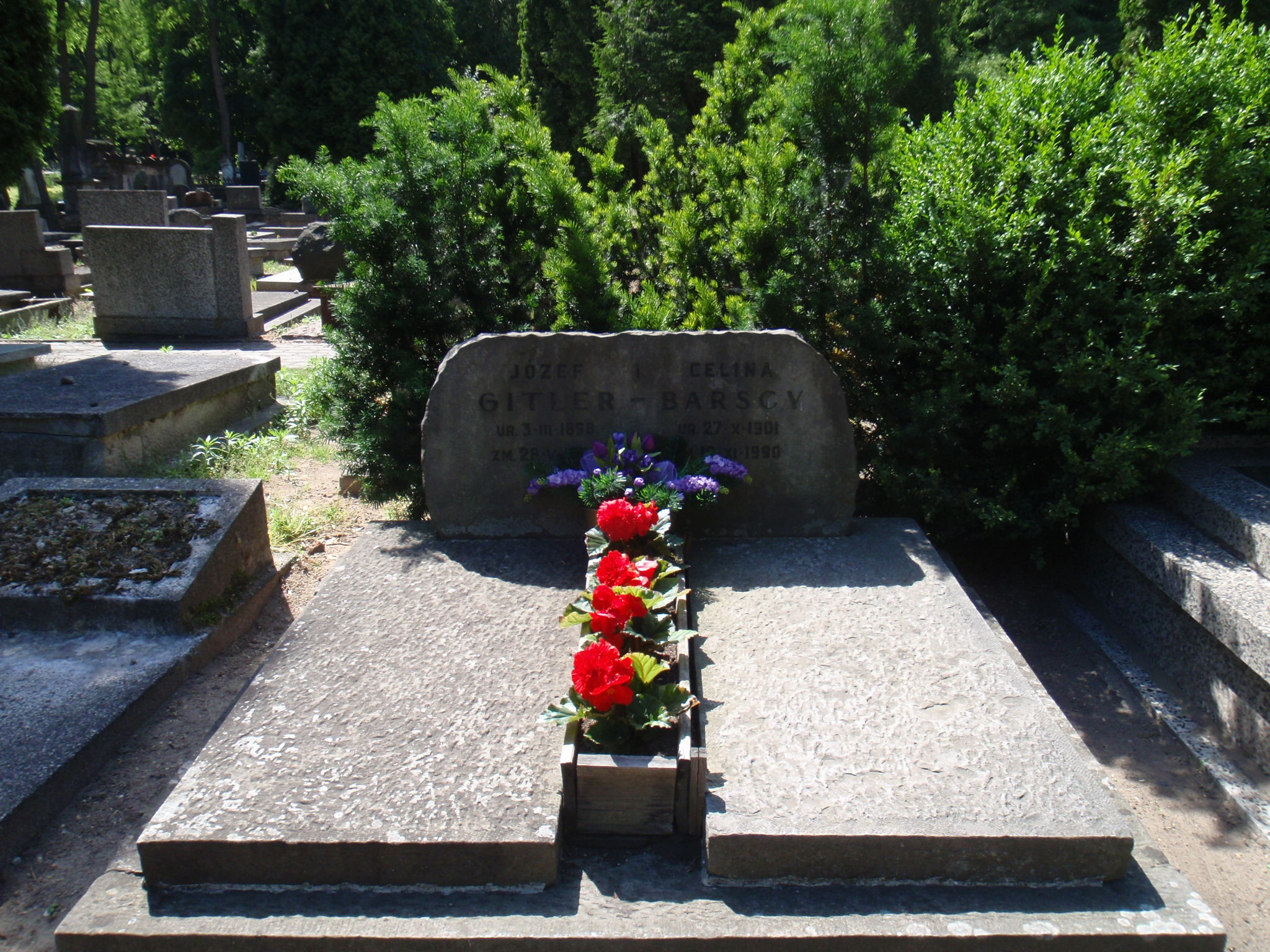
Grób Józefa i Celiny Gitler-Barskich na cmentarzu żydowskim w Warszawie

Józef Gitler-Barski (jid. יוסף גיטלער־בארסקי; ur. 3 marca 1898 w Warszawie, zm. 28 maja 1990 tamże) – działacz społeczności żydowskiej w Polsce, z wykształcenia ekonomista, sekretarz generalny Jointu w RP (1945–1950), dyrektor naczelny PKO (1950–1953). Wieloletni dyrektor Zakładów Przemysłu Cukierniczego im. 22 Lipca. Radny Stołecznej Rady Narodowej (1958–1961).

## Życiorys
W młodości studiował na Uniwersytecie w Monachium. Podczas pobytu w Bawarii zaangażował się w działalność Związku Spartakusa, biorąc udział w wypadkach rewolucyjnych lat 1918–1919. W 1919 został aresztowany i wydalony do Polski. Podjął studia ekonomiczne w Wolnej Wszechnicy Polskiej (1924–1928). Od 1922 sprawował kierownicze funkcje w Joincie oraz Centosie (Centrala Towarzystw Opieki nad Sierotami i Dziećmi Opuszczonymi). Działał w Związku Zawodowym Pracowników Handlowych i Biurowych. Zaangażował się w działalność w Komunistycznej Partii Polski, za co został aresztowany przez władze sanacyjne.
Podczas II wojny światowej od listopada 1940 do lutego 1943 przebywał w getcie warszawskim. W dzielnicy zamkniętej związał się z PPR. Kontynuował również współpracę z Centosem. W lutym 1943 wydostał się z getta wraz z żoną Celiną i córką Ireną na „stronę aryjską”. Od lipca 1943 do kwietnia 1945 wraz z rodziną był więziony w Bergen-Belsen, gdzie działał w Tajnym Komitecie Więźniów.
Po wyzwoleniu obozu przez wojska alianckie w kwietniu 1945 wrócił do Polski. Zaangażował się w działalność społeczności żydowskiej jako działacz Centralnego Komitetu Żydów w Polsce (CKŻP). Sprawował odpowiedzialne funkcje w życiu społeczności żydowskiej, jak i na poziomie państwowym. Od 1945 do 1950 był sekretarzem generalnym Jointu, następnie zaś dyrektorem naczelnym PKO (1950–1952). W lutym 1953 został aresztowany pod zarzutem szpiegostwa. Po wyjściu z więzienia objął funkcję wicedyrektora Zakładów Przemysłu Cukierniczego im. 22 Lipca, zaś w 1956 – dyrektora, którą pełnił do czasu przejścia na emeryturę w 1967. Za jego kadencji doszło do połączenia Zakładów Przemysłu Cukierniczego z Zakładami Syrena (d. Fabryka Czekolady Franciszek Fuchs i Synowie), podwoiła się również produkcja przemysłowa 22 Lipca. W kadencji 1958–1961 wykonywał mandat radnego Stołecznej Rady Narodowej. Działał jednocześnie w PZPR, zasiadając w Komitecie Ekonomicznym KW (Warszawskiego) i KC.
Publikował w Fołks Sztyme, gdzie pisał głównie na tematy ekonomiczne, a także w Biuletynie ŻIH oraz Bleter far geszychte. Zasiadał w Radzie Naukowej Żydowskiego Instytutu Historycznego, wcześniej działał w Centralnej Żydowskiej Komisji Historycznej. Był przewodniczącym, a następnie honorowym przewodniczącym Stowarzyszenia Żydowskiego Instytutu Historycznego. W 1986 wydał książkę Przeżycia i wspomnienia z lat okupacji, w której zebrano dotychczas publikowane przez niego artykuły, a także druki wcześniej niewydawane. Angażował się w działalność Towarzystwa Wolnej Wszechnicy Polskiej (TWWP), zasiadając w jego władzach. Był również członkiem zarządu Polskiego Towarzystwa Ekonomicznego, a także działaczem Towarzystwa Naukowego Organizacji i Kierownictwa.
Odznaczony Krzyżem Oficerskim Orderu Odrodzenia Polski (1946), Orderem Sztandaru Pracy II klasy (1960), Medalem 1000-lecia Państwa Polskiego (1965), a także odznaką „Zasłużony Działacz Kultury” (1977).
Zmarł w Warszawie na zawał serca. Został pochowany na cmentarzu żydowskim przy ulicy Okopowej (kwatera 8, rząd 1).

## Życie prywatne
Żonaty z Celiną Gitler-Barską  z d. Klinkowsztejn (1901–1990), mieli dwoje dzieci, w tym Irenę Landau.